# Amity (Maine)
Amity es un pueblo ubicado en el condado de Aroostook en el estado estadounidense de Maine. En el Censo de 2010 tenía una población de 238 habitantes y una densidad poblacional de 2,2 personas por km².

## Geografía
Amity se encuentra ubicado en las coordenadas 45°54′48″N 67°50′43″O / 45.91333, -67.84528. Según la Oficina del Censo de los Estados Unidos, Amity tiene una superficie total de 108.06 km², de la cual 108.06 km² corresponden a tierra firme y (0%) 0 km² es agua.

## Demografía
Según el censo de 2010, había 238 personas residiendo en Amity. La densidad de población era de 2,2 hab./km². De los 238 habitantes, Amity estaba compuesto por el 99.16% blancos, el 0% eran afroamericanos, el 0.42% eran amerindios, el 0% eran asiáticos, el 0% eran isleños del Pacífico, el 0% eran de otras razas y el 0.42% pertenecían a dos o más razas. Del total de la población el 0% eran hispanos o latinos de cualquier raza.